# Elecciones presidenciales de Georgia de 1995
Elecciones presidenciales se celebraron en Georgia el 5 de noviembre de 1995. El resultado fue una victoria para Eduard Shevardnadze de la Unión de Ciudadanos de Georgia, que obtuvo el 77.0% de los votos, con un 68.3% de participación.

## Resultados
| Candidato             | Partido                            | Votos     | %    |
| --------------------- | ---------------------------------- | --------- | ---- |
| Eduard Shevardnadze   | Unión de Ciudadanos de Georgia     | 1,589,909 | 77.0 |
| Jumber Patiashvili    | Independiente                      | 414,303   | 20.1 |
| Akaki Bakradze        | Sociedad Ilia Chavchavadze         | 31,350    | 1.5  |
| Panteleimon Giorgadze | Partido Comunista Unido de Georgia | 10,697    | 0.5  |
| Kartlos Gharibashvili | Independiente                      | 10,023    | 0.5  |
| Roin Liparteliani     | Partido Agrario de Georgia         | 7,948     | 0.4  |
| Votos nulos/en blanco | Votos nulos/en blanco              | 57,280    | -    |
| Total                 | Total                              | 2,121,510 | 100  |
| Fuente: Nohlen et al. |                                    |           |      |